# Phrictaetypus flavoonatus
Phrictaetypus flavoonatus är en insektsart som beskrevs av Willemse, C. 1953. Phrictaetypus flavoonatus ingår i släktet Phrictaetypus och familjen vårtbitare. Inga underarter finns listade i Catalogue of Life.